# Unsolved Mysteries
Unsolved Mysteries é uma série de documentários de mistério criada por John Cosgrove e Terry Dunn Meurer.

## Atualizações
s espectadores ocasionalmente recebiam atualizações sobre histórias de sucesso, onde suspeitos eram levados à justiça e entes queridos eram reunidos.
O programa em si foi creditado por trazer maior atenção a certos casos e, assim, permitir que fossem resolvidos. Um episódio apresentou um vídeo de um incendiário filmando uma casa não identificada sendo incendiada enquanto ele fazia comentários estranhos. Depois que foi apresentado no programa, os espectadores puderam identificar a casa envolvida, e dois suspeitos foram presos.

## Trilha sonora
Em 2018, a Terror Vision Records fez um acordo com o criador do programa John Cosgrove para lançar a trilha sonora oficial do programa em vinil, Unsolved Mysteries: Ghosts/Hauntings/The Unexplained. Dois conjuntos em vinil colorido foram lançados em 22 de junho de 2018 - o primeiro, um conjunto de três vinis coletando as partituras escritas para cada um dos segmentos fantasmas e desaparecidos/procurados do programa, juntamente com três músicas-tema; o segundo, uma coleção de vinil único de 34 faixas apresentando os melhores cortes do primeiro conjunto de três vinis. As dicas de segmento foram retiradas das fitas DAT originais do programa. Uma segunda coleção intitulada Unsolved Mysteries Volume Two: Bizarre Murders/UFOs/The Unknown foi lançada em dezembro de 2019.

## Podcast
Em 21 de outubro de 2020, foi anunciado que a Cosgrove/Meurer Productions havia fechado um acordo com a Cadence13, de propriedade da Entercom, para um podcast semanal oficial de Unsolved Mysteries. O podcast é narrado pelo dublador Steve French.

## Documentário
Um documentário especial de 35º aniversário intitulado Unsolved Mysteries: Behind the Legacy foi anunciado em 7 de setembro de 2023. O documentário, produzido pela FilmRise, chegou aos cinemas Alamo nos Estados Unidos em 4 de outubro de 2023. A estreia do AVOD ocorreu no dia seguinte, 5 de outubro.